# Yukon/NWT Men’s Curling Championship
Yukon/NWT Men’s Curling Championship – były jedynymi międzyterytorialnymi mistrzostwami mężczyzn w curlingu w Kanadzie, zwycięzca występował jako reprezentacja Jukonu i Terytoriów Północno-Zachodnich na the Brier. Zawody rozgrywane były od 1975. Od 2015 każde terytorium może wystawiać na mistrzostwa Kanady swoją reprezentację i nie ma potrzeby organizacji połączonego turnieju.

## 1975–2014

### System gry i kwalifikacje
W turnieju rywalizowały ze sobą 4 drużyny, turniejami eliminacyjnymi były mistrzostwa poszczególnych terytoriów. Do rywalizacji międzyterytorialnej awansowały po dwa najlepsze zespoły, które grały podwójnym systemem kołowym. 

### Mistrzowie Jukonu/Terytoriów Północno-Zachodnich
| Rok  | Czwarty           | Trzeci            | Drugi              | Otwierający         | Miasto, klub                                  | Pozycja na the Brier1 |
| ---- | ----------------- | ----------------- | ------------------ | ------------------- | --------------------------------------------- | --------------------- |
| 1975 | Don Twa           | Chuck Haines      | Kip Boyd           | Lionel Stokes       | Whitehorse, Whitehorse Curling Club           |                       |
| 1976 | Howie Brazeau     | Jim Schaefer      | Charles Schaefer   | Pauly Kaeser Junior | Fort Smith, Fort Smith Curling Club           |                       |
| 1977 | Don Twa           | Johnny Trout      | Lionel Stokes      | Kip Boyd            | Whitehorse, Whitehorse Curling Club           |                       |
| 1978 | Howie Brazeau     | Jim Schaefer      | Charles Schaefer   | Malcolm MacEachern  | Fort Smith, Fort Smith Curling Club           |                       |
| 1979 | Don Strang        | Klaus Schoenne    | Rick Borden        | Clay Cedarholm      | Yellowknife, Yellowknife Curling Club         |                       |
| 1980 | Al Delmage        | Bill Strain       | Roy Giles          | Ron Kapicki         | Yellowknife, Yellowknife Curling Club         | 6.                    |
| 1981 | Chuck Haines      | Gordon Gee        | Lyle Sieg          | John Russell        | Whitehorse, Whitehorse Curling Club           | 9.                    |
| 1982 | Paul Hunter       | John Yeulet       | Gabriel Aucoin     | Ross Birnie         | Whitehorse, Takhini Curling Club              | 11.                   |
| 1983 | Don Strang        | Stephen Moss      | Harry Lawrence     | Robert Hale         | Yellowknife, Yellowknife Curling Club         | 11.                   |
| 1984 | Al Delmage        | Roy Giles         | Bill Strain        | Ron Kapicki         | Yellowknife, Yellowknife Curling Club         | 11.                   |
| 1985 | Al Delmage        | Roy Giles         | Bill Strain        | Ron Kapicki         | Yellowknife, Yellowknife Curling Club         | 6.                    |
| 1986 | Klaus Schoenne    | Doug Bothamley    | Don Edl            | Gerry Menard        | Yellowknife, Yellowknife Curling Club         | 10.                   |
| 1987 | Al Delmage        | Roy Giles         | Glenn Jackson      | Ron Kapicki         | Yellowknife, Yellowknife Curling Club         | 9.                    |
| 1988 | Trevor Alexander  | Richard Robertson | Brad Robertson     | Clayton Ravndal     | Yellowknife, Yellowknife Curling Club         | 12.                   |
| 1989 | Al Delmage        | Roy Giles         | Bill Strain        | Ron Kapicki         | Yellowknife, Yellowknife Curling Club         | 8.                    |
| 1990 | Trevor Alexander  | Richard Robertson | Brad Robertson     | Clay Ravndal        | Yellowknife, Yellowknife Curling Club         | 12.                   |
| 1991 | Chuck Haines      | Malcolm Florence  | Craig Tuton        | Doug Bryant         | Whitehorse, Whitehorse Curling Club           | 11.                   |
| 1992 | Steve Moss        | Derek Elkin       | Steve Van Dine     | Clayton Ravndal     | Yellowknife, Yellowknife Curling Club         | 11.                   |
| 1993 | Trevor Alexander  | Richard Robertson | Steve Moss         | Scott Alexander     | Yellowknife, Yellowknife Curling Club         | 11.                   |
| 1994 | Robert Andrews    | Clinton Abel      | Alfred Feldman     | Wayne Lewis         | Atlin, Kolumbia Brytyjska, Atlin Curling Club | 11.                   |
| 1995 | Robert Andrews    | Clinton Abel      | Alfred Feldman     | Wayne Lewis         | Atlin, Kolumbia Brytyjska, Atlin Curling Club | 11.                   |
| 1996 | Richard Robertson | Derek Elkin       | Steve Van Dine     | Ron Delmage         | Yellowknife, Yellowknife Curling Club         | 12.                   |
| 1997 | Lonnie Kofoed     | Nolin McGowan     | Humphrey Power     | Darol Stuart        | Whitehorse, Whitehorse Curling Club           | 9.                    |
| 1998 | Trevor Alexander  | Klaus Schoenne    | Brad Chorostkowski | Mark Whitehead      | Yellowknife, Yellowknife Curling Club         | 12.                   |
| 1999 | Orest Peech       | Pat Paslawski     | Brian Wasnea       | Don Irwin           | Whitehorse, Whitehorse Curling Club           | 12.                   |
| 2000 | Chad Cowan        | Doug Bryant       | Jason Nolan        | Ross Milward        | Whitehorse, Whitehorse Curling Club           | 9.                    |
| 2001 | Steve Moss        | Darcy Moshenko    | Brad Chorostkowski | Jaret Moshenko      | Yellowknife, Yellowknife Curling Club         | 12.                   |
| 2002 | Jonathon Solberg  | Wade Scoffin      | Ray Mikkelsen      | Darol Stuart        | Whitehorse, Whitehorse Curling Club           | 10.                   |
| 2003 | Chad Cowan        | Doug Bryant       | James Buyck        | Ross Milward        | Whitehorse, Whitehorse Curling Club           | 11.                   |
| 2004 | Brian Wasnea      | Pat Molloy        | Bruce Hunt         | Kevin Sumner        | Whitehorse, Whitehorse Curling Club           | 12.                   |
| 2005 | Steve Moss        | Darcy Moshenko    | Rod Pielak         | Jim Sosiak          | Yellowknife, Yellowknife Curling Club         | 12.                   |
| 2006 | Jamie Koe         | Kevin Whitehead   | Mark Whitehead     | Brad Chorostkowski  | Yellowknife, Yellowknife Curling Club         | 5.                    |
| 2007 | Jamie Koe         | Kevin Whitehead   | Mark Whitehead     | Brad Chorostkowski  | Yellowknife, Yellowknife Curling Club         | 7.                    |
| 2008 | Chad Cowan        | Wade Scoffin      | James Buyck        | Clint Ireland       | Whitehorse, Whitehorse Curling Club           | 12.                   |
| 2009 | Jamie Koe         | Jon Solberg       | Brad Chorostkowski | Martin Gavin        | Yellowknife, Yellowknife Curling Club         | 9.                    |
| 2010 | Jamie Koe         | Kevin Whitehead   | Brad Chorostkowski | Martin Gavin        | Yellowknife, Yellowknife Curling Club         | 12.                   |
| 2011 | Jamie Koe         | Kevin Whitehead   | Brad Chorostkowski | Martin Gavin        | Yellowknife, Yellowknife Curling Club         | 11.                   |
| 2012 | Jamie Koe         | Tom Naugler       | Brad Chorostkowski | Robert Borden       | Yellowknife, Yellowknife Curling Club         | 4.                    |
| 2013 | Jamie Koe         | Tom Naugler       | Brad Chorostkowski | Robert Borden       | Yellowknife, Yellowknife Curling Club         | 7.                    |
| 2014 | Jamie Koe         | Kevin Whitehead   | Brad Chorostkowski | Robert Borden       | Yellowknife, Yellowknife Curling Club         | 10.                   |

1 - puste pole oznacza brak danych

## Od 2015

### Mistrzowie Jukonu
| Rok  | Czwarty       | Trzeci       | Drugi         | Otwierający   | Miasto, klub                        | Pozycja na the Brier |
| ---- | ------------- | ------------ | ------------- | ------------- | ----------------------------------- | -------------------- |
| 2015 | Bob Smallwood | Wade Scoffin | Steve Fecteau | Clint Ireland | Whitehorse, Whitehorse Curling Club | 13.                  |

### Mistrzowie Terytoriów Północno-Zachodnich
| Rok  | Czwarty   | Trzeci         | Drugi              | Otwierający   | Miasto, klub                          | Pozycja na the Brier |
| ---- | --------- | -------------- | ------------------ | ------------- | ------------------------------------- | -------------------- |
| 2015 | Jamie Koe | Mark Whitehead | Brad Chorostkowski | Robert Borden | Yellowknife, Yellowknife Curling Club | 12.                  |

## Reprezentacja Jukonu i Terytoriów Północno-Zachodnich na the Brier
Najlepszy rezultat reprezentacja uzyskała podczas swojego pierwszego występu, w 1975, dochodząc do finału. W 2006 zespół zajął 5. miejsce, a w 2012 awansował do fazy play-off. Jednak przeważnie plasuje się w dolnej połowie tabeli.